# 萨勒河畔卡尔伯
萨勒河畔卡尔伯（德語：Calbe (Saale)），简称卡尔伯（德語：Calbe，發音：[ˈkalbə]），是德国萨克森-安哈尔特州萨尔茨兰县的城市，面积56.69平方千米，2023年12月31日人口为8,078人。